# Perthois
La micro-région du Perthois relève de la Champagne humide, elle est située entre Saint-Dizier (au nord de la Haute-Marne) et Vitry-le-François (au sud de la Marne).

## Localisation géographique
Grande plaine triangulaire formée par la Marne et ses affluents, qui s'étend sur les départements de la Marne et de la Meuse, entre les plaines bocagères du Der et le massif forestier de l'Argonne, la région agricole du Perthois s'étend sur 41 600 ha et compte environ 15 000 habitants.
Le Perthois est traversé par :
- la RN4 (axe Paris-Nancy)
- les voies ferrées :
  - de Paris à Strasbourg
  - de Lille à Dijon
- les canaux latéraux à la Marne :
  - de la Marne au Rhin
  - de la Marne à la Saône

## Toponymie
Le Perthois est attesté sous les formes Pagus Pertensis (829) ; Pertois (1292).

Pagus ou « comté de la civitas Catelluaunorum » ; il devait son nom à Perthes (Haute-Marne), qui en fut d'abord le chef-lieu.
Un nom de personne gaulois (*pertus) a été proposé par Albert Dauzat. Il s'agit plutôt du gaulois *perta qui désigne une « région boisée ou de bocage », tout comme son dérivé pertica, d'où Pertica désignant le Perche. Marianne Mulon le rapproche au gallois perth « buisson » et du breton perzh. Xavier Delamarre rapproche l'élément pert- des différents lieux Perthes, Perte(s) du substantif gallois perth qui signifie « buisson, haie », hypothèse suggérée par le nom de la déesse gauloise Perta, divinité des jardins clos.

## Communautés de communes
La communauté de communes du Perthois réunit 5 communes et siège à Thiéblemont-Farémont :
- Dompremy
- Haussignémont
- Heiltz-le-Hutier
- Orconte
- Thiéblemont-Farémont